# Fontenay-lès-Briis
 Fontenay-lès-Briis  es una población y comuna francesa, ubicada en la región de Isla de Francia, departamento de Essonne, en el distrito de Palaiseau y cantón de Limours.

## Demografía
| 847 | 929 | 1168 | 1204 | 1567 | 1707 |
| Para los censos de 1962 a 1999 la población legal corresponde a la población sin duplicidades (Fuente: INSEE [Consultar]) |     |      |      |      |      |